# 川島佳帆里
川島 佳帆里（かわしま かおり、1979年11月13日 - ）は、岐阜県出身の日本の女優、歌手である。2013年よりCakao（かかお）名義で音楽活動を開始した。

## 人物
大阪芸術大学舞台芸術学科演技演出コースを卒業した。血液型はAB型、身長は158cmである。
ライブ配信アプリにてトーク配信や弾き語りを行っている。
SHOWROOMでは「女優シンガーCakao「スナックかかお」」(2018年8月6日～)、Pocochaでは「Cakaoかかお」(2021年7月20日～)にて配信。
愛犬：ジャックラッセルテリア「こってり」(2006年2月18日～2021年5月4日）、ジャックラッセルテリア「おっぽ」(2021年6月6日～)、ボーダーコリー「ジャスティ」(2021年6月6日～)

## 出演

### 舞台
- KERA-MAP「青十字」（作・演出：ケラリーノ・サンドロヴィッチ）
- DULL-COLORED POP「日本の問題」（作・演出：谷賢一）
- ミナモザ「WILCO」（作・演出：瀬戸山美咲）
- エビス駅前バープロデュース
  - 「くすり・ゆび・きり」
  - 「巡光」(2015年)(作:米内山陽子（チタキヨ）・演出:広瀬格(smokers/DART'S))
  - 「マリー・アントワネット」(2016年)(作・演出:深谷晃成)
- Oi-Scale「AtoP」「ブードゥ」(2010年)(作・演出:林灰二)
- TABACCHI旗揚げからすべての作品
- キコ/qui-co.「ラット13」（作・演出：小栗剛）( 2016年)
- feblabo×シアター・ミラクルプロデュース
  - 「ホテル・ミラクル4」 (2016年)
  - 「Dressing」(2016年)
- ブラシュカpresents
  - 「そでふりあうも」(2017年)

### 映画
- 「風花」（監督：相米慎二）(2001年)
- 「悲しくなるほど不実な夜空に」（監督：宇治田隆史）[4] (2000年)
- 「Si:」（監督：片元亮）

### ドラマ
- MBSテレビ ドラマ30「いのちの現場から6」

### CD
- 3940Cakao(5曲入り)2019年11月17日発売